# NGC 7590
NGC 7590 ist eine Spiralgalaxie vom Hubble-Typ SA(rs)bc? im Sternbild Kranich am Südsternhimmel. Sie ist rund 69 Millionen Lichtjahre von der Milchstraße entfernt und hat einen Durchmesser von etwa 60.000 Lichtjahren. Sie wird als Seyfert-2-Galaxie katalogisiert, ein spezieller Typus sehr heller Galaxien, die zur Gruppe der Aktiven Galaktischen Kerne (AGN) gezählt werden.
Gemeinsam mit NGC 7552, NGC 7582 und NGC 7599 bildet sie das Grus-Quartett.
Das Objekt wurde am 14. Juli 1826 vom schottischen Astronome James Dunlop entdeckt.